# Hashtpar
Hashtpar (en persan : هشتپر Haštpar) est une ville située dans la province de Guilan, capitale de la préfecture de Talesh, en Iran.